# حمله قلبی (ترانه دمی لواتو)
«حمله قلبی» (به انگلیسی: Heart Attack) تک‌آهنگی از هنرمند اهل ایالات متحده آمریکا دمی لواتو است که در ۲۴ فوریه ۲۰۱۳ منتشر شد. این تک‌آهنگ در آلبوم دمی قرار داشت.
این تک‌آهنگ در چارت‌های ، اسکاتلند، ایرلند، نیوزلند، بریتانیا جزو ده ترانه اول قرار گرفت.